# پادشاهی سیکیم
پادشاهی سیکیم (تبتی کلاسیک و سیکیمی: འབྲས་ལྗོངས།) تا سال ۱۸۰۰، یک پادشاهی موروثی در هیمالیای شرقی بود که از ۱۶۴۲ تا ۱۶ مه ۱۹۷۵ وجود داشت، زمانی که توسط هند ضمیمه شد. این شهر توسط چوگیال‌های سلسله نامگیال اداره می‌شد.

## تاریخ

#### تسلط نپال و بوتان
در اواسط قرن هجدهم، سیکیم توسط نپال (در آن زمان پادشاهی گورکا) و بوتان (در آن زمان توسط گدون شومفل اداره می‌شد) مورد تهاجم قرار گرفت و برای بیش از ۴۰ سال تحت حکومت گورکا و بوتان بود. بین سال‌های ۱۷۷۵ و ۱۸۱۵، تقریباً ۱۸۰۰۰۰ نپالی قومی از شرق و مرکز نپال به سیکیم مهاجرت کردند. پس از استعمار هند توسط بریتانیا، سیکیم برای مبارزه با نپال، دشمن مشترک آنها در آن زمان، با هند بریتانیا متحد شد. نپالی‌ها سپس به سیکیم حمله کردند و بیشتر منطقه از جمله ترای را تحت کنترل خود درآوردند. این امر باعث شد که شرکت بریتانیایی هند شرقی در سال ۱۸۱۴ به نپال حمله کند و در نتیجه جنگ انگلیس و نپال رخ داد. معاهده سوگاولی بین بریتانیا و نپال و پیمان تیتالیا بین سیکیم و هند بریتانیایی منجر به امتیازات ارضی توسط نپال شد که سیکیم را به هند بریتانیا واگذار کرد.

#### تحت الحمایه بریتانیا و هند
بر اساس معاهده ۱۸۶۱ تاملونگ، سیکیم تحت الحمایه بریتانیا و سپس در سال
توتوب نامگیال، نهمین چوگیال سیکیم، برای رهبری معنوی به دالایی لاما نگاه کرد و در طول سلطنت او، دولت تبت شروع به بازیابی نفوذ سیاسی بر سیکیم کرد. در سال ۱۸۸۸ بریتانیا یک لشکرکشی نظامی برای بیرون راندن نیروهای تبتی از سیکیم فرستاد.

#### الحاق به هند
در سال ۱۹۷۵، اتهامات تبعیض علیه هندوهای نپالی در سیکیم منجر به خشم علیه چوگیال شد. تحریک آنها منجر به انتقال پرسنل ارتش هند به گنگتوک شد.
پس از خلع سلاح کاخ، یک همه‌پرسی در مورد سلطنت تحت شرایط مشکوکی برگزار شد، که در آن مردم سیکیم ظاهراً با اکثریت قاطع به لغو سلطنت رأی دادند و پارلمان جدید سیکیم به رهبری کازی لندوپ دورجی، لایحه ای را برای تبدیل سیکیم به یک کشور پیشنهاد کرد. ایالت هند، که به سرعت توسط دولت هند پذیرفته شد.

## فرهنگ و مذهب
در فرهنگ و مذهب، سیکیم با تبت، که اولین پادشاهش از آنجا مهاجرت کرد، و بوتان، که با آن مرز مشترک دارد، پیوند نزدیک داشت. وجود یک جمعیت قومی بزرگ نپالی، عمدتاً از شرق و مرکز نپال، همچنین به پیوندهای فرهنگی با نپال منجر می‌شود.